# Athylia samarana
Athylia samarana är en skalbaggsart som först beskrevs av Heller 1934.  Athylia samarana ingår i släktet Athylia och familjen långhorningar.
Artens utbredningsområde är Filippinerna. Inga underarter finns listade.